# Nijmegen Pirates 2018
Questa voce raccoglie le informazioni riguardanti i Nijmegen Pirates nelle competizioni ufficiali della stagione 2018.

## Eerste Divisie 2018

### Stagione regolare
| L'Aia 11 marzo 2018, ore 14:00 4ª giornata | Den Haag Raiders '99 | 21 – 14 (0-0 7-6 7-0 7-8) referto | Nijmegen Pirates |  |

| Nimega 25 marzo 2018, ore 14:00 6ª giornata | Flevo Phantoms | 34 – 14 (14-0 6-14 6-0 8-0) referto | Nijmegen Pirates |  |

| Loosdrecht 1º aprile 2018, ore 11:00 7ª giornata | Maastricht Wildcats | 20 – 0 (a tavolino) referto | Nijmegen Pirates |  |

| Nimega 15 aprile 2018, ore 15:00 8ª giornata | Nijmegen Pirates | 48 – 0 (0-0 16-0 16-0 16-0) referto | Tilburg Wolves |  |

| Almere 22 aprile 2018, ore 12:00 9ª giornata | Nijmegen Pirates | 20 – 8 (14-0 0-8 6-0 0-0) referto | Alphen Eagles |  |

| Amersfoort 29 aprile 2018, ore 12:00 10ª giornata | Alphen Eagles | 38 – 8 (0-0 6-0 19-2 13-6) referto | Nijmegen Pirates |  |

| Nimega 13 maggio 2018 12ª giornata | Nijmegen Pirates | 0 – 20 referto | Den Haag Raiders '99 |  |

| Nimega 20 maggio 2018, ore 14:00 13ª giornata | Nijmegen Pirates | 34 – 14 (0-0 22-14 12-0 0-0) referto | Maastricht Wildcats |  |

| Almere 10 giugno 2018, ore 14:00 16ª giornata | Nijmegen Pirates | 8 – 26 referto | Flevo Phantoms |  |

| Tilburg 17 giugno 2018, ore 14:00 17ª giornata | Tilburg Wolves | 0 – 20 (a tavolino) referto | Nijmegen Pirates |  |

## Statistiche di squadra
| Competizione            | %Vittorie | In casa | In casa | In casa | In casa | In casa | In casa | In trasferta | In trasferta | In trasferta | In trasferta | In trasferta | In trasferta | Totale | Totale | Totale | Totale | Totale | Totale |
| Competizione            | %Vittorie | G       | V       | N       | P       | Pf      | Ps      | G            | V            | N            | P            | Pf           | Ps           | G      | V      | N      | P      | Pf     | Ps     |
| ----------------------- | --------- | ------- | ------- | ------- | ------- | ------- | ------- | ------------ | ------------ | ------------ | ------------ | ------------ | ------------ | ------ | ------ | ------ | ------ | ------ | ------ |
| EeD - Stagione regolare | .400      | 5       | 3       | 0       | 2       | 110     | 68      | 5            | 1            | 0            | 4            | 56           | 113          | 10     | 4      | 0      | 6      | 166    | 181    |
| Totale                  | .400      | 5       | 3       | 0       | 2       | 110     | 68      | 5            | 1            | 0            | 4            | 56           | 113          | 10     | 4      | 0      | 6      | 166    | 181    |